# 豪拉基湾

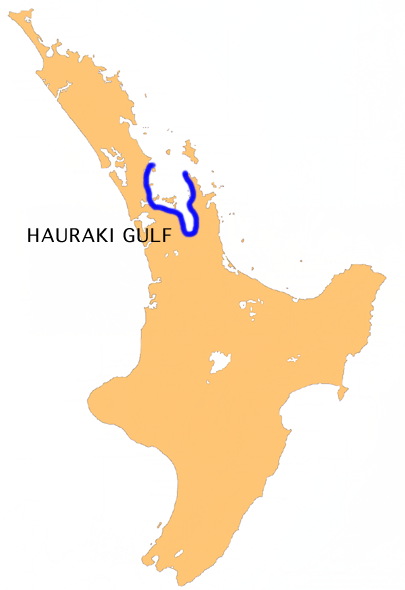
豪拉基湾的地理位置

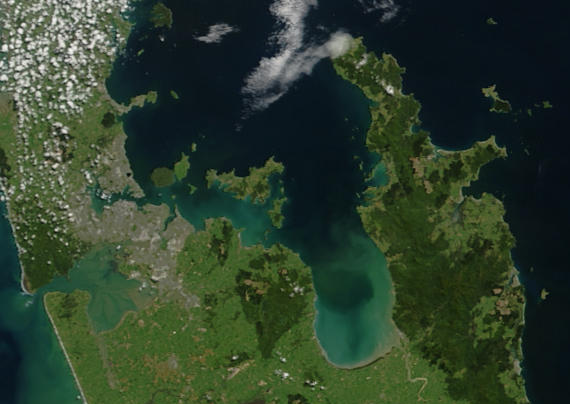
2002年的真彩衛星圖像顯示奧克蘭（左）、豪拉基灣（中）和科羅曼德半島（右）

豪拉基湾（Hauraki Gulf）是新西兰北岛海岸的一处名胜。它的总面积4000平方公里，位于奥克兰地区、豪拉基平原、科罗曼德半岛和大堡礁岛（以逆时针顺序环绕它）之间。海湾的大部分是豪拉基湾海岸公园的一部分。
“豪拉基”在毛利语中是“北风”之意。

## 地理

### 海湾
海湾地区是太平洋的一部分，它在北部和东部注入大洋。它进入太平洋的主要屏障是北部的大堡礁岛和小屏障岛，东部的80公里长的科罗曼德半岛。海湾在所有问题上都受到很好的保护，除了北风。
海湾由三大通道注入太平洋。科尔维尔海峡位于科罗曼德半岛和大堡礁之间，柯利达通道位于两岛之间，杰利科通道位于小屏障岛及北奥克兰半岛之间。北部的奥克兰的几个半岛特别是旺阿帕劳阿半岛突入海湾。提里提里玛塔基岛临近这个半岛的末尾。再往北，卡沃岛贴着Tawharanui半岛。
无数的海滩点缀着海湾沿岸，许多人在其中游泳和冲浪。
在末次冰期期间，整个海湾地区是陆地，海拔约100－110米（300英尺），比目前低。大约7200年前海湾地区被淹没时海达到目前的水平。

### 岛屿
海湾西部有一串岛屿守卫口怀特玛塔港，奥克兰的两个港口之一。这些岛屿包括怀希基岛、波努伊岛、提里提里玛塔基和标志性的圆顶朗伊托托岛（休眠火山），它由围堤连接老得多的莫图塔普岛。这些岛屿经玉木海峡和朗伊托托海峡与大陆分离。
其他岛屿包括海湾内的布朗岛、Motuihe岛、Pakihi岛、Pakatoa岛、Rakino岛和Rotoroa岛；科罗曼德半岛下风处的motukawao群岛和旺格努伊岛；外海湾的海峡岛。

## 生态

### 物种
在海湾地区的一些特定的共同的或已知的动物包括宽吻海豚和普通海豚，有时可以看到后者聚合成300－500只的超级鱼群，而不同品种的鲸鱼以及为逆戟鲸也相对常见（海湾中有大约25种海洋哺乳动物）。近三分之一的海洋哺乳动物生活在海洋公园。
在鸟类方面，在海湾地区的许多岛屿，无论是官方或非官方的鸟类保护区，都有鹬鸵、南秧鸟、布朗水鸭或灰面海燕这样重要但濒临灭绝的物种。围绕中心Matangi Tiritri和小屏障岛，众多当地已绝迹的鸟类，重新在过去的几十年中引入，也有一些自然发生的鸟类重新入驻，特别是在入侵害虫从主要保护岛上的繁殖和栖息地上清楚之后。

### 环境破坏
豪拉基湾本来有着充满活力的自然生态环境，然而在20和21世纪早期遭到人类开发的严重破坏。2011年的豪拉基湾论坛上提交的一个主要的研究发现，基本上所有的环境指标仍在恶化，或没有改进，一份主要报纸甚至称其为“有毒天堂”。
尤其具有破坏性的是工业化捕鱼的引进，例如鳖类的捕捞在20世纪70年代达到高峰，每年超过10000吨（仅仅在2000年，私人捕鱼就已有很大影响，每年要捕去400－800吨）。这种严重的过度捕捞，消灭了食物链中的主要掠食者，导致海洋环境不平衡、持续退化，如海藻床的大量消失（因为被新西兰海胆取代）。拖网捕鱼一般被视为豪拉基湾的严重威胁，龙虾种群也没有恢复的迹象。据统计，今天的鱼类，是欧洲人到来前水平的约25％。